# Françoise Héritier
Françoise Héritier (Veauche, 15 novembre 1933 – Parigi, 15 novembre 2017) è stata un'antropologa, etnologa e femminista francese, direttrice degli studi all'EHESS e successore di Claude Lévi-Strauss al Collège de France, inaugurando la cattedra di Studio comparativo delle società africane.
Il suo lavoro si è occupato principalmente della teoria delle alleanze e del divieto dell'incesto (entrambe teorie basate sulla nozione di scambio di donne). Oltre a Lévi-Strauss, è stata influenzata anche da Alfred Radcliffe-Brown.

## Biografia
Nata a Veauche, Françoise Héritier proveniva secondo le sue parole, da una “piccola borghesia ragionevole che emerge dai contadini” della Loira. Studiò a Parigi, al liceo Racine e poi al liceo Fénelon. Durante un seminario di Claude Lévi-Strauss alla Sorbona, dove si parlava di “parentela scherzosa alle Fiji", ebbe una “rivelazione” e decise di studiare etnologia. Nel 1957 andò in missione nell'Alto Volta (oggi Burkina Faso) con l'antropologo Michel Izard, con il quale si sposerà.
Seguendo la principale teorica dello strutturalismo, Françoise Héritier approfondì la teoria dell'alleanza e quella del divieto dell'incesto, comunemente fondata sulla nozione di circolazione delle donne. Propose il concetto di “identico” e la sua “frustrazione ripugnante”, riprendendo quindi l'approccio di Lévi-Strauss e quello del britannico Alfred Radcliffe-Brown. Si basò soprattutto sulle nozioni di “natura” e di “ambiente” nelle concezioni delle società studiate.
Come Claude Lévi-Strauss e come il suo successore Philippe Descola, Françoise Héritier fu prima direttrice degli studi all'EHESS, per poi rimanere tale dopo la sua nomina alla cattedra di antropologia al Collège de France (succedendo a Claude Lévi-Strauss). Dal 1998 al 2001 è stata membro del Comitato Etico del CNRS.
Avendo avuto come marito Michel Izard e poi Marc Augé,, firmò alcune delle sue opere sotto i nomi di Françoise Izard-Héritier e Françoise Héritier-Augé.
Morì il 15 novembre 2017, nel giorno del suo 84º compleanno,  a Parigi, all'ospedale Pitié-Salpêtrière.

## Differenze di sesso

### Valenza differenziale dei sessi

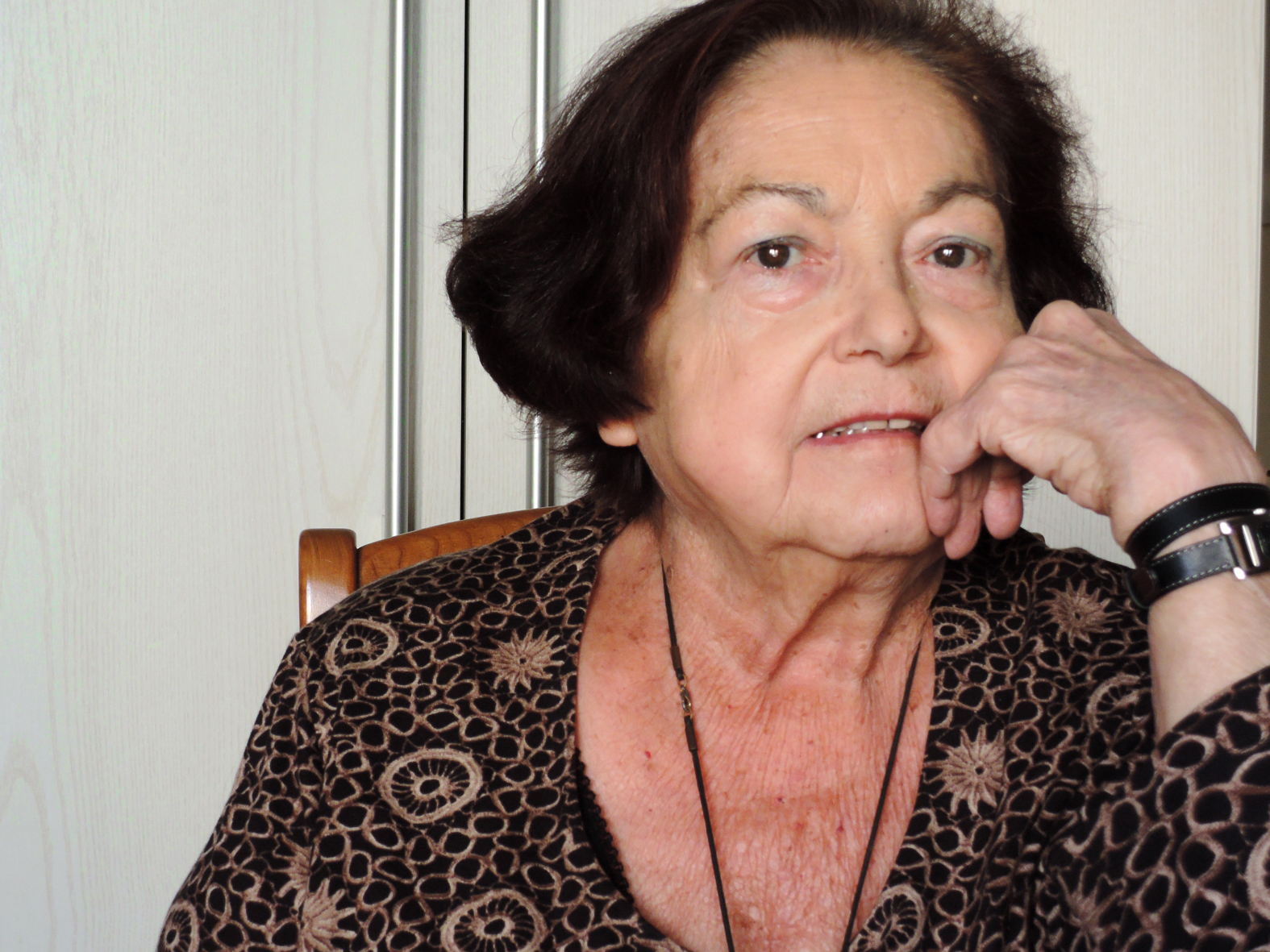
Françoise Héritier nel 2014 a Parigi

Secondo Françoise Héritier, la distinzione tra femminile e maschile è universale e “ovunque, in ogni momento e in ogni luogo, il maschile è considerato superiore al femminile”; lei la chiamò la “valenza differenziale dei sessi”. Basandosi sul lavoro di Claude Lévi-Strauss, osservò che nella sua teoria dell'alleanza manca un presupposto fondamentale: perché gli uomini si sentivano in diritto di usare le donne come merce di scambio?
Scrisse: “L’esperienza etnologica ci mostra questa forma di contratto tra gli uomini che lavorano ovunque. A tutte le latitudini, in gruppi molto diversi tra loro, vediamo uomini scambiarsi donne, e non il contrario. Non vediamo mai donne scambiarsi uomini, né gruppi misti, uomini e donne, scambiarsi uomini e donne tra loro. No, solo gli uomini hanno questo diritto, e lo hanno ovunque. Questo è ciò che mi fa dire che la valenza differenziale dei sessi esisteva già dal Paleolitico, dall'inizio dell'umanità”.
Secondo Françoise Héritier, l’osservazione del mondo includendo le differenze anatomiche e fisiologiche portava a una classificazione binaria: “La costante più importante, quella che attraversa l’intero mondo animale, di cui l’uomo fa parte, è la differenza tra i sessi. . (…) Credo che il pensiero umano sia organizzato in base a questa constatazione: esiste lo stesso e il diverso. Tutte le cose verranno poi analizzate e classificate in queste due rubriche (…). Così pensa l’umanità, non abbiamo osservato società che non aderiscono a questa regola. In tutte le lingue esistono categorie binarie, che oppongono caldo e freddo, secco e umido, duro e morbido, alto e basso, attivo e passivo, sano e malsano…”.
Ha pensato che in tutte le lingue queste categorie binarie siano legate al maschile o al femminile. Ad esempio, nel pensiero greco, caldo e secco sono legati al maschile, freddo e umido al femminile. Queste categorie sono sempre culturalmente gerarchiche: “L’osservazione etnologica ci mostra che il positivo è sempre dalla parte maschile, e il negativo da quella femminile. Ciò non dipende dalla categoria stessa: le stesse qualità non vengono valorizzate allo stesso modo a tutte le latitudini. No, dipende se è assegnato al genere maschile o femminile. (…) Ad esempio, da noi, in Occidente, “attivo” (…) è apprezzato, e quindi associato al maschile, mentre “passivo”, meno apprezzato, è associato al femminile. In India è il contrario: la passività è segno di serenità (…). La passività qui è maschile e viene valorizzata, l'attività – vista come sempre un po' disordinata – è femminile e viene svalutata”.
Queste categorie di valori non hanno quindi nulla di essenzialmente negativo o positivo: si costruiscono e variano a seconda del tempo e della regione. Se un valore è considerato positivo, viene attribuito al maschile – e questo stesso valore potrebbe, in una latitudine diversa o in un altro momento, essere considerato negativo e quindi essere attribuito al femminile.
Dimostrò che questa “valenza differenziale dei sessi” , che altri come Pierre Bourdieu hanno chiamato “dominazione maschile”, derivava dal desiderio degli uomini, incapaci di partorire, di controllare la riproduzione. Per lei, “l’esorbitante privilegio di partorire” privava le donne del controllo sul proprio corpo e sulla propria sessualità. Il prezzo di questo privilegio era l’alienazione del proprio corpo da parte degli uomini. Il controllo della fertilità ha permesso alle donne di riappropriarsi del proprio corpo e costituisce una “rivoluzione essenziale”.

### La differenza costruita

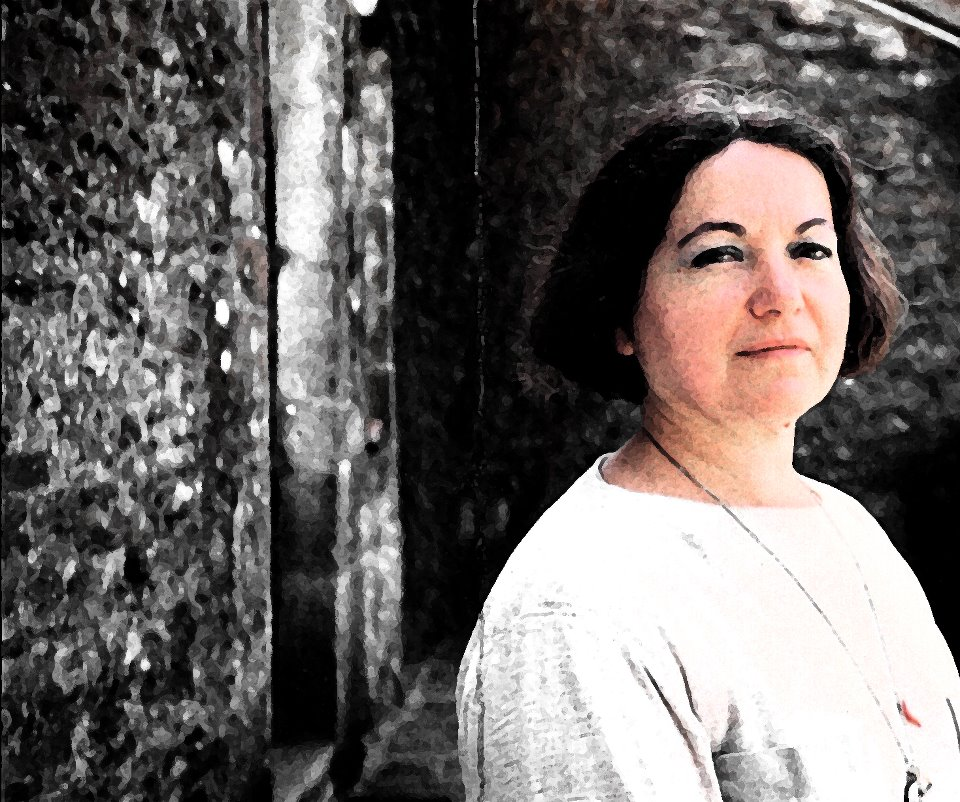
Ritratto di Françoise Héritier realizzato nel 1984 da sua figlia Katie Héritier

In un'intervista rilasciata a Libération, Françoise Héritier sostenne la tesi della sua allieva Priscille Touraille secondo la quale la differenza di taglia tra uomini e donne era “una differenza costruita” in particolare da “una pressione selettiva” imposta dagli uomini.. Dichiarò: “L'alimentazione delle donne è sempre stata soggetta a divieti. Soprattutto nei periodi in cui avrebbero avuto bisogno di un surplus di proteine, perché incinte o in allattamento – penso all’India, alle società africane o dei nativi americani. Assorbono quindi molto dal loro organismo senza che questo venga compensato da alimenti adeguati; prodotti “buoni”, carne, grassi, ecc. essendo riservato principalmente agli uomini. (…) Questa “pressione selettiva”, che dura probabilmente dalla comparsa dell'uomo di Neanderthal, 750.000 anni fa, ha portato a trasformazioni fisiche. Ciò ha portato al fatto di privilegiare gli uomini alti e le donne basse per arrivare a differenze di taglia e corpulenza tra uomini e donne». Nella sintesi della sua tesi, Touraille spiegava inoltre che “l'ineguale accesso alle risorse per le donne sotto l'influenza dei sistemi di genere può costituire una forza selettiva sulla statura in termini di evoluzione genetica”.
Questa teoria non sarebbe tuttavia supportata da dati paleoantropologici ed evoluzionistici, essendo invece il dimorfismo sessuale più basso nell'uomo che nelle altre grandi scimmie, suggerendo un processo inverso, e non legato a questioni alimentari.
Questa visione è stata definita addirittura “fumosa” dal biologo Michel Raymond, direttore della ricerca al CNRS e capo del gruppo di Biologia Evoluzionistica Umana dell'Istituto di Scienze Evoluzionistiche dell'Università di Montpellier: “Nel mondo vivente, e in particolare tra i primati, le differenze di dimensione sono ben comprese, in particolare attraverso la selezione sessuale. Ad esempio, quando i maschi combattono per avere accesso alle femmine, ciò favorisce i maschi più grandi, e questo porta a maschi che sono generalmente più grandi delle femmine. Ciò può essere rafforzato dalla scelta delle femmine, che preferiscono i maschi più grandi. Attualmente gli uomini sono in media più alti delle donne. Così è stato anche qualche secolo, qualche millennio fa, e per quanto le tracce del passato ci permettono di valutare, è stato così anche per tutta la stirpe umana. Questo vale anche per le specie a cui siamo cugini, come il gorilla, anche per quelle a cui siamo più vicini, come lo scimpanzé. I gorilla maschi combattono e quelli più grandi hanno un vantaggio e questo aiuta a spiegare le loro dimensioni maggiori rispetto alle femmine. Negli esseri umani la violenza è immemorabile, come attesta l’archeologia, e la dimensione non è indipendente dalla dominanza sociale».

### Politica e impegno femminista
L'attivismo femminista di Françoise Héritier deriva dalla sua vita familiare, quando era con i cugini in Alvernia: la moglie e la sorella servivano il pasto, senza mai sedersi, e mangiando i resti della carcassa del pollo. Héritier è membro onorario dell'associazione Femmes & Sciences sin dalla sua creazione nel 2000, e membro onorario dell'associazione “Donne per dire, donne per agire” (DFAE), creata da Maudy Piot nel 2003. È membro del comitato di patrocinio del Coordinamento francese per il Decennio per la Cultura della Non Violenza e della Pace. È una delle personalità dietro la creazione del canale televisivo Arte.
Nel luglio 2011 è entrata a far parte del team elettorale di Martine Aubry per le elezioni presidenziali del 2012, responsabile insieme a Caroline De Haas del tema "Donne". Nel 2012, insieme ad altri intellettuali, ha scritto un articolo su Le Monde a favore del candidato alla presidenza François Hollande dal titolo "Perché dobbiamo votare per François Hollande", in cui sviluppa i "motivi convincenti per eleggere François Hollande presidente della Repubblica»..
Durante i dibattiti sul patto civile di solidarietà, è stata una delle personalità delle scienze sociali, in particolare insieme a Irène Théry, ad opporsi all'idea del matrimonio omosessuale e della genitorialità omosessuale.  Quindici anni dopo, durante i dibattiti sulla legge Taubira riguardante l'apertura del matrimonio alle coppie omosessual , ha sostenuto il testo, sottolineando che il matrimonio non è sacro e che non esiste un ordine naturale. Lei è tuttavia contraria alla maternità surrogata (GPA), che secondo lei potrebbe portare ad abusi.
Ha scritto la prefazione al libro Women Against Fundamentalism di Maryam Rajavi, pubblicato nel marzo 2013, dove scrive: "La misoginia e il rifiuto dell'uguaglianza di genere in nome dell'Islam costituiscono (...) la forza motrice del fondamentalismo".

## Premi
- Medaglia d'argento del CNRS nel 1978 per il suo lavoro sul funzionamento dei sistemi semicomplessi di parentela.[23]
- Premio Irène-Joliot-Curie nel 2003[24]
- Gran Croce dell'Ordine Nazionale al Merito, 2011[25]
- Grande Ufficiale della Legion d'Onore, 2014, comandante nel 2008[26], ufficiale nel 1997, cavaliere nel 1989[27].
- Premio speciale per tutta la sua opera in occasione dei vincitori del Premio Femina nel 2017[28]

### Libri e riviste
- Anne Dhoquois, Françoise Héritier. Comment je suis devenu ethnologue, raccolta di interventi, Parigi, Le Cavalier Bleu, 2008 ISBN 9782846701945
- Caroline Broué, L'Identique et le Différent: entretiens avec Françoise Héritier, Parigi, Éditions de l'Aube/Radio France 2008, p. 108
- con Mark Hunyadi, Benoît Heilbrunn e Jean-Claude Ameisen, L'éternel singulier: Questions autour du handicap, 16 novembre 2010, Editions Le Bord de l'eau ISBN 978-2356870865
- Salvatore d'Onofrio e Emmanuel Terray (dir.), Françoise Héritier, Parigi, Cahiers de l'Herne, 2018, p. 256
- Claire Mestre e Marie Rose Moro, L'Autre, Françoise Héritier: leçons apprises, La Pensée sauvage, 2019 ISBN 978-2-85919-332-4
- Laure Adler, Françoise Héritier, le goût des autres, Albin Michel, 2022

### Documentari
- (FR) Françoise Héritier: J’ai suivi les mouvements de mon cœur d’une certaine façon, su France Inter, 30 aprile 2018.
- (FR) A voix nue - Françoise Héritier: Au commencement était la terre, su France Culture.
- (FR) A voix nue - Françoise Héritier: Au cœur de l'Afrique, su France Culture.
- (FR) A voix nue - Françoise Héritier: L'identique et le différent, su France Culture.
- (FR) A voix nue - Françoise Héritier: Masculin / Féminin, su France Culture.
- (FR) A voix nue - Françoise Héritier: L'anthropologue dans la cité, su France Culture.

### Filmografia
- 2008 : Françoise Héritier, la pensée de la différence, film documentario di Teri Wehn-Damish, France 5/Cinétévé/CNRS Images, 52 min
- 2009 : Françoise Héritier et les lois du genre di Anne-France Sion, CNRS Images Média
- 2010 : Ulysse clandestin di Thomas Lacoste
- 2013 : Notre monde di Thomas Lacoste
- 2016 : Conversations avec Françoise Héritier di Patric Jean